# Општина Развад (Дамбовица)
Развад (рум. Rãzvad) општина је у Румунији у округу Дамбовица.
Oпштина се налази на надморској висини од 262 m.